# 羅貝塔·拉茲克
羅貝塔·拉茲克（葡萄牙語：Roberta Silva Ratzke，1990年4月28日—），巴西女子排球運動員，司職二傳手。現時效力於罗兹LKS女排俱樂部。
她是巴西國家女子排球隊隊員。她代表巴西出戰2017年女子世界大冠軍盃排球賽奪得銀牌。

## 獎項

### 國家隊
- 2015年世界女排大獎賽： - 銅牌
- 2016年世界女排大獎賽： - 金牌
- 2019年世界女排聯賽： - 銀牌

### 俱樂部
- 2013年南美洲俱樂部錦標賽： - 金牌（塞斯克女排俱樂部（英语：Rio de Janeiro Vôlei Clube））
- 2013年世界女排俱樂部錦標賽： - 銀牌（塞斯克女排俱樂部（英语：Rio de Janeiro Vôlei Clube））
- 2015年南美洲俱樂部錦標賽： - 金牌（塞斯克女排俱樂部（英语：Rio de Janeiro Vôlei Clube））
- 2016年南美洲俱樂部錦標賽： - 金牌（塞斯克女排俱樂部（英语：Rio de Janeiro Vôlei Clube））
- 2017年南美洲俱樂部錦標賽： - 金牌（塞斯克女排俱樂部（英语：Rio de Janeiro Vôlei Clube））
- 2017年世界女排俱樂部錦標賽： - 銀牌（塞斯克女排俱樂部（英语：Rio de Janeiro Vôlei Clube））
- 2018年南美洲俱樂部錦標賽： - 銀牌（塞斯克女排俱樂部（英语：Rio de Janeiro Vôlei Clube））